# Avenay-Val-d’Or
Avenay-Val-d’Or – miejscowość i gmina we Francji, w regionie Grand Est, w departamencie Marna.
Według danych na rok 1990 gminę zamieszkiwało 991 osób, a gęstość zaludnienia wynosiła 79 osób/km².